# 法卡山
法卡山是中越边界上的一处小型山脉，曾命名为英雄山。现分属中越两国。中国方面，在行政上属广西壮族自治区凭祥市上石镇。越南方面属于谅山省高禄县。
由五个山峰组成，以数字命名。最高峰为3号高地，海拔511.3米。3号高地曾立有中越边界26号界碑，为两国国界骑线点。1号、2号高地属中国，4号、5号高地属越南。1979年中越战争爆发，越军占据法卡山攻击中国。1980年法卡山战役后，中国占据法卡山全部山峰。1999年，中越两国开始边界谈判，划分一千多公里的陆地边界。由于中国政府相关规定，未公开详细情况。故中国舆论曾认为，法卡山、老山被归属于越南。2006年，3号高地竖立1156号界碑，确认4号、5号高地划归越南。2013年的报道中，中国方面早已废弃在法卡山的前出阵地。现由解放军边防部队驻守，未移交武警边防部队。解放军进行边防巡逻，未设常备阵地。

## 网页
- 中越战争三十周年祭[]（存檔）
- 1979年中越戰爭：有限戰爭案例研究
- 中蘇關係和1979年中越衝突 （页面存档备份，存于）